# Innerrotte
Innerrotte, auch Innere Großrotte, ist eine der fünf Fraktionen der Gemeinde St. Jakob in Defereggen im Bezirk Lienz (Osttirol).

## Geographie
Die Fraktion Innerrotte liegt im Zentrum des St. Jakober Gemeindegebiets an den Südabhängen des Happ. Im Westen bildet der Trojer Almbach die Grenze zur Fraktion Unterrotte, wobei jedoch das Innere des Trojer Almtals zur Innerrotte zählt. Im Osten bildet das Tögischer Bachl die Grenze zur Außerrotte. Im Süden wird die Innerrotte von der  Schwarzach durchflossen. Alle Gebäude der Innerrotte, mit Ausnahme jenes bei der Schwefelquelle, liegen jedoch nördlich der Schwarzach.
Der westliche Teil der Innerrotte ist zwar durch den Trojer Almbach vom Dorf St. Jakob getrennt. Diese Trennung spiegelt sich jedoch im Ortsbild nicht mehr wider. Der größte Ortsteil der Innerrotte ist die Rotte Hirbe, die sich östlich des Trojer Almbachs entwickelte. Von Hirbe führt eine Straße nach Nordosten zum direkt benachbarten Weiler Mairhof und weiter zum Einzelhof Erlach, der hoch über dem Defereggental liegt. Im Tal führt zudem von Hirbe eine Straße talauswärts zum Weiler Eggemeier und weiter zum Dorf Oberegg. Südlich der Ortschaften führt die Defereggentalstraße durch die Innerrotte, an der sich südwestlich von Oberegg die Ortslage Hurlacken befindet.
Zur Innerrotte zählen auch vier Almen. Die Lobisse Alm befindet sich am Südabhang des Happ hoch über Erlach. Im Trojer Almtal liegen am Talboden die Vordere Trojeralm und die Hintere Trojeralm. Hoch über der Hinteren Trojeralm liegt zudem die Durfeldalm, die höchste Alm der Innerrotte.